# Jalpa, Zacatecas
Jalpa är en kommunhuvudort i Mexiko.   Den ligger i kommunen Jalpa och delstaten Zacatecas, i den centrala delen av landet, 500 km nordväst om huvudstaden Mexico City. Jalpa ligger 1 392 meter över havet och antalet invånare är 13 686.
Terrängen runt Jalpa är kuperad österut, men västerut är den platt. Jalpa ligger nere i en dal. Runt Jalpa är det ganska glesbefolkat, med 26 invånare per kvadratkilometer. Jalpa är det största samhället i trakten. I omgivningarna runt Jalpa växer huvudsakligen savannskog.